# Dean Malenko
Shelly Dean Simon (* 4. srpna 1960), známý jako Dean Malenko, je americký bývalý profesionální wrestler. Pracuje jako producent ve společnosti All Elite Wrestling (AEW). Proslavil se působením ve společnostech World Wrestling Federation (WWF, nyní WWE) a New Japan Pro-Wrestling (NJPW).
Ačkoli nikdy nezískal světový šampionát, dosáhl mistrovských úspěchů v ECW, WCW a WWF a získal celkem 11 titulů ve všech třech organizacích. Časopis Pro Wrestling Illustrated ho v roce 1997 označil za nejlepšího wrestlera na světě.
V roce 2015 byl uveden do Hardcore Hall of Fame. Sportovními pozorovateli je mnohdy označován za jednoho z nejvíce podceňovaných wrestlerů všech dob. Známý wrestler Bryan Danielson ho označil za jednoho ze svých sportovních vzorů.
Po ukončení kariéry v ringu pracoval od roku 2001 do roku 2019 jako agent pro WWE.
Následně začal pracovat jako producent ve společnosti All Elite Wrestling.

## Osobní život
Malenko je židovské národnosti a s manželkou Julií má tři děti. Jejich nejstarší dcera Larrisa se narodila 25. prosince 1997.
V druhé polovině roku 2010 prodělal infarkt, ale v listopadu se vrátil do práce na Survivor Series. V listopadu 2013 byl převezen do nemocnice a později odvolán z evropského turné WWE, protože trpěl bolestmi na hrudi. Trpí Parkinsonovou chorobou.

## Úspěchy a ocenění
- DDT Pro-Wrestling
  - Ironman Heavymetalweight Championship (1x)
- Extreme Championship Wrestling
  - ECW World Television Championship (2x)
  - ECW World Tag Team Championship (1x)
- Hardcore Hall of Fame
  - (2015)
- International Championship Wrestling Association
  - ICWA Light Heavyweight Championship (1x)
- Pro Wrestling Illustrated
  - Ranked No. 1 in the top 500 singles wrestlers in the PWI 500 in 1997
  - Ranked No. 161 of the top 500 singles wrestlers in the "PWI Years" in 2003
- REW - Revolution Eastern Wrestling
  - REW Pakistan Championship (1x)
- Suncoast Pro Wrestling
  - SPW Southern Heavyweight Championship (1x)
- World Championship Wrestling
  - WCW Cruiserweight Championship (4x)
  - WCW United States Heavyweight Championship (1x)
  - WCW World Tag Team Championship (1x)
- World Wrestling Federation
  - WWF Light Heavyweight Championship (2x)
- Wrestling Observer Newsletter awards
  - Feud of the Year (1995) vs. Eddie Guerrero
  - Best Technical Wrestler (1996, 1997)